# Liste von Persönlichkeiten der Stadt Krasnodar
Die Liste von Persönlichkeiten der Stadt Krasnodar enthält die in der russischen Stadt Krasnodar (1793–1920: Jekaterinodar) geborene und verstorbene Persönlichkeiten sowie solche, die in Krasnodar gewirkt haben, dabei jedoch andernorts geboren wurden. Die Liste erhebt keinen Anspruch auf Vollständigkeit.

## Söhne und Töchter der Stadt Krasnodar

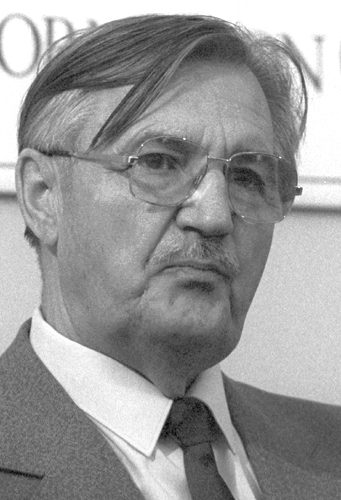
Walentin Warennikow
(1923–2009)

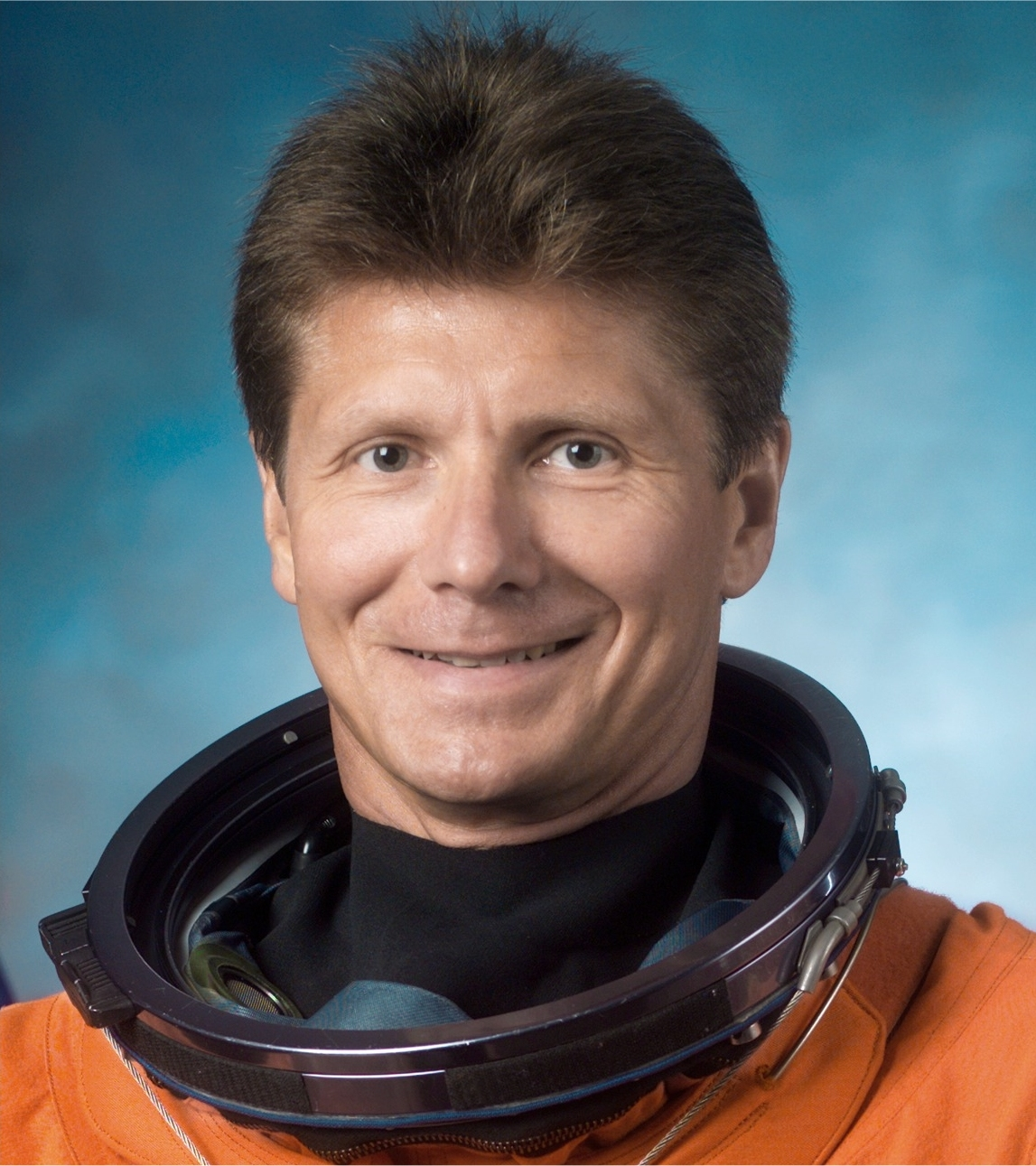
Gennadi Padalka
(* 1958)

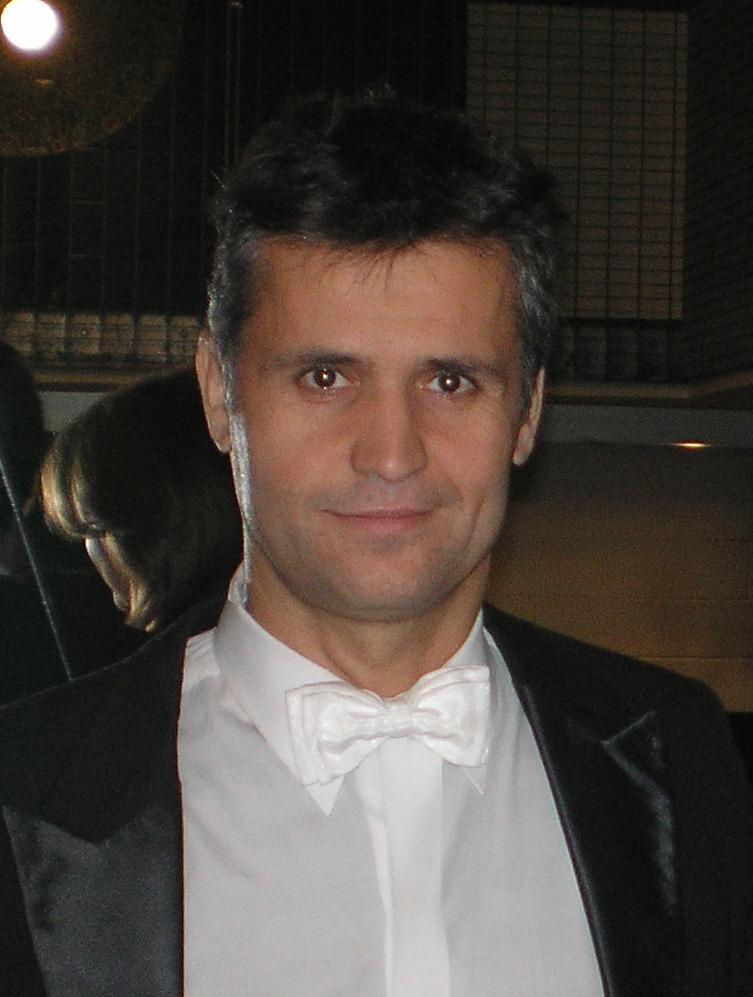
Igor Manko
(* 1963)

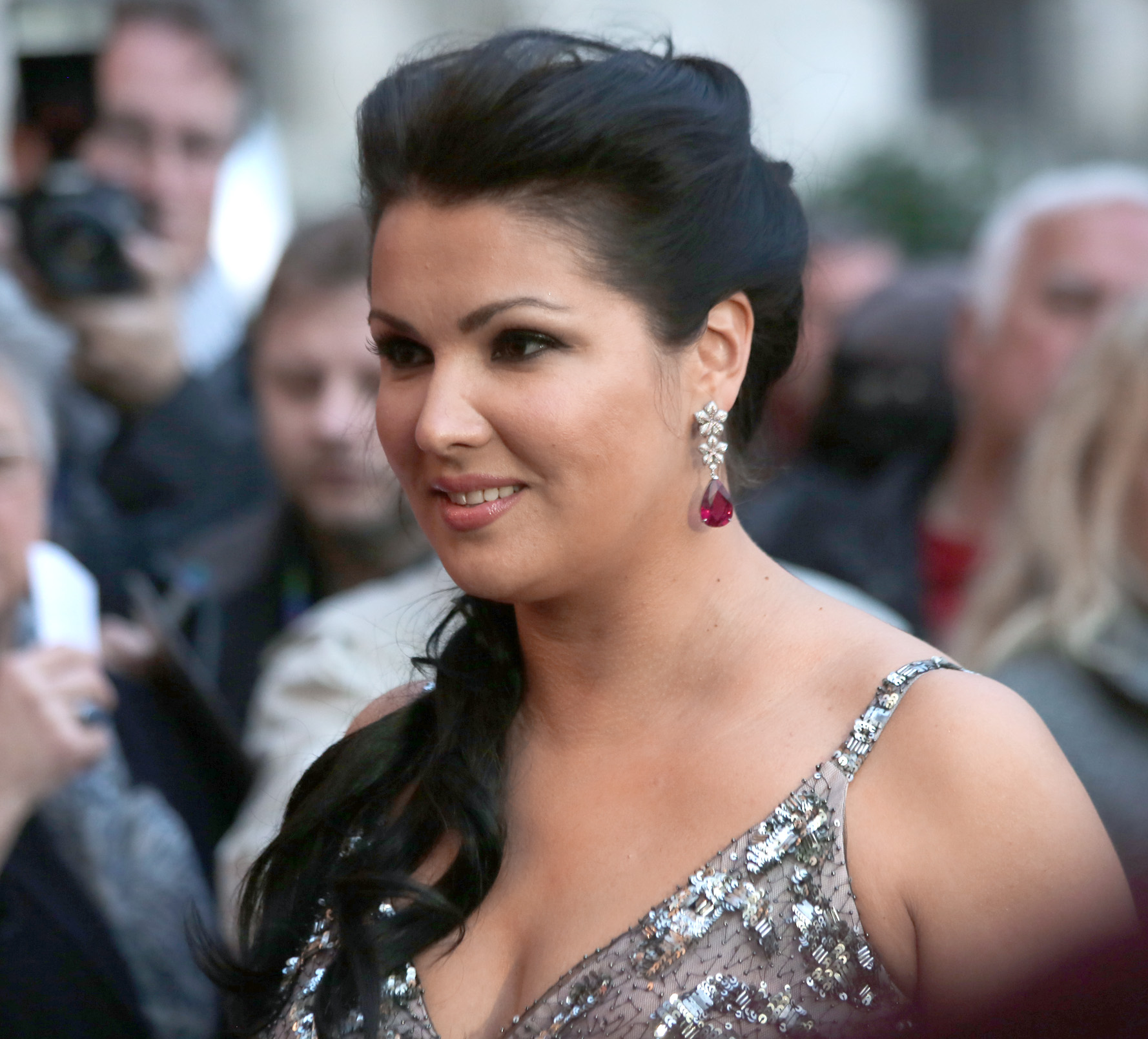
Anna Netrebko
(* 1971)

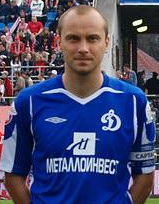
Dmitri Chochlow
(* 1975)

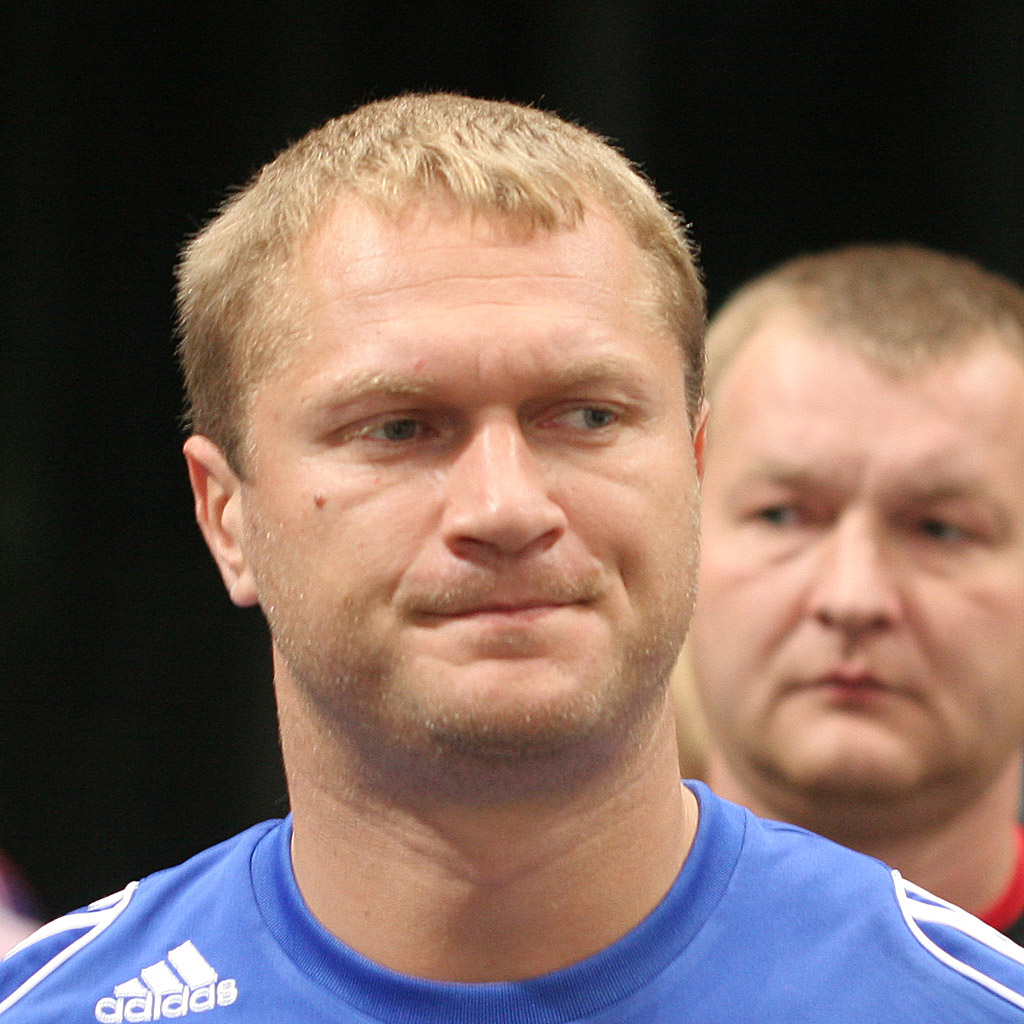
Eduard Kokscharow
(* 1975)

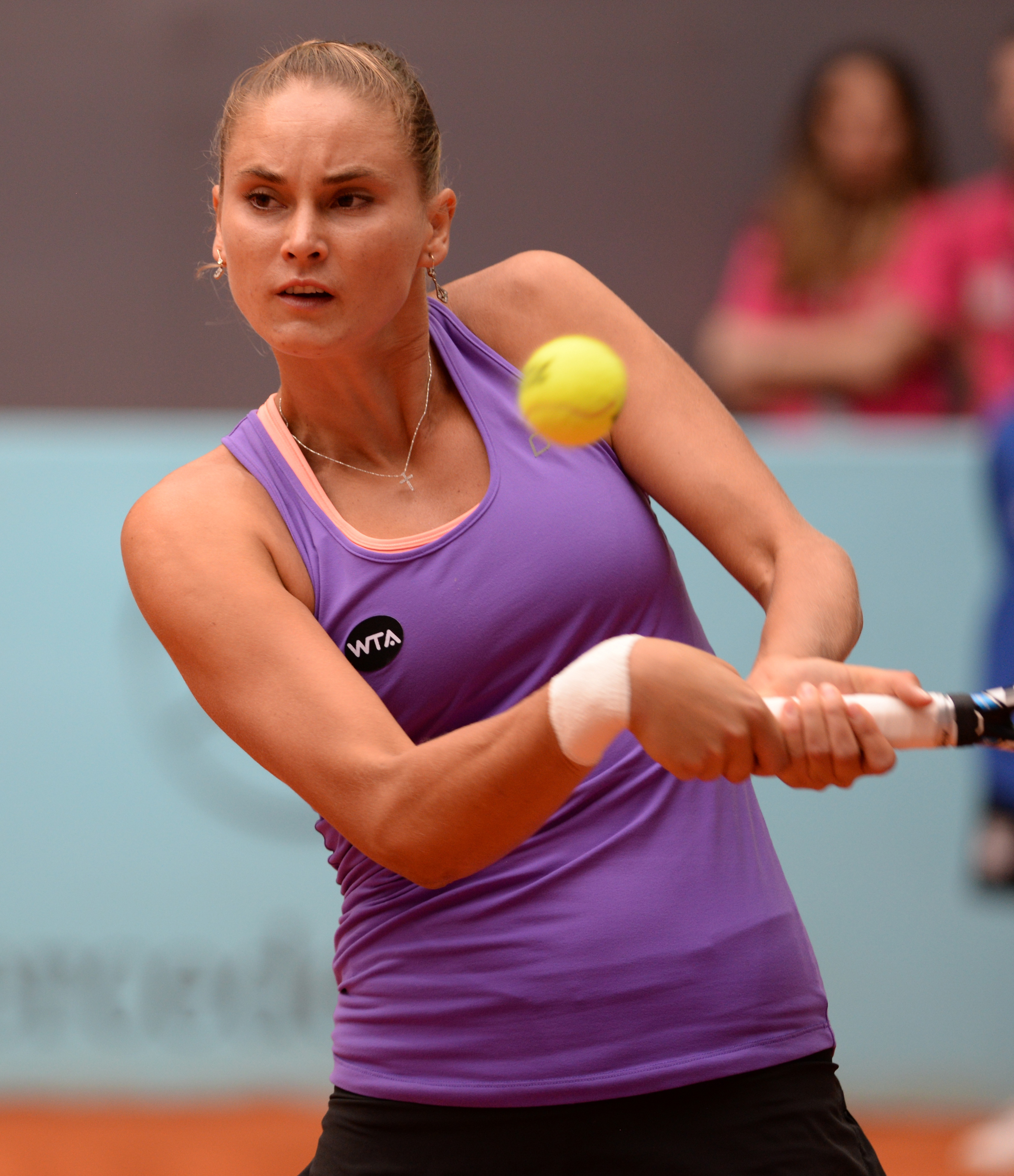
Alexandra Panowa
(* 1989)

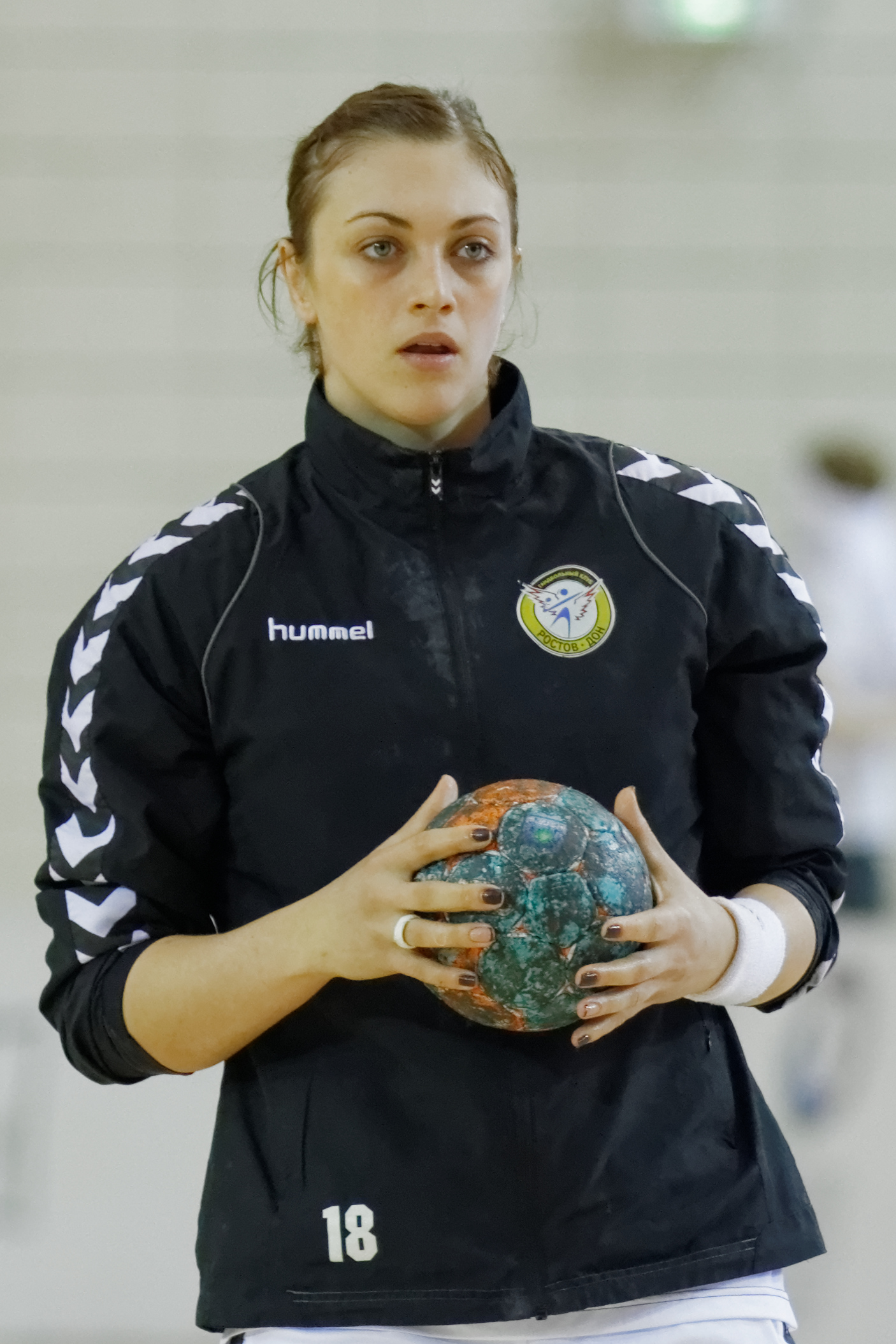
Anna Sen
(* 1990)

Folgende Persönlichkeiten sind in Krasnodar geboren. Die Auflistung erfolgt chronologisch nach Geburtsjahr.

### 18. Jahrhundert
- Jakiw Kucharenko (1799 oder 1800–1862), ukrainischer Ataman der Asowschen Kosakenarmee und der Schwarzmeer-Kosakenarmee, Generalmajor der Kaiserlich Russischen Armee, Dichter, Schriftsteller und Anthropologe.

### 19. Jahrhundert
- Alexander Tamanjan (1878–1936), Architekt
- Andrei Schkuro (1887–1947), General der russischen Armee, der im Russischen Bürgerkrieg auf Seiten der Weißen stand und im Zweiten Weltkrieg einen für die Wehrmacht kämpfenden Kosakenverband führte
- Nina Agadschanowa-Schutko (1889–1974), Revolutionärin, Drehbuchautorin, Regisseurin und Hochschullehrerin

### 20. Jahrhundert

#### 1901–1950
- Wladimir Ingal (1901–1966), Bildhauer und Hochschullehrer
- Stanisław Szpinalski (1901–1957), polnischer Pianist
- Tadeusz Urbański (1901–1984), polnischer Chemiker
- Ilja Livschakoff (1903–1990), russisch-deutscher Geiger und Kapellmeister
- Leonid Iljitschow (1906–1990), Diplomat und Politiker
- Pawel Parenago (1906–1960), Astronom und Hochschullehrer
- Wladimir Korolkow (1907–1987), Schachkomponist; Großmeister für Schachkomposition
- Jelena Skuin (1908–1986), Malerin, Grafikerin und Kunstlehrerin
- Leonid Tschytschkan (1911–1977), sowjetisch-ukrainischer Maler des Sozialistischen Realismus und Professor am Kiewer Kunstinstitut
- Pawel Schpringfeld (1912–1971), Schauspieler und Synchronsprecher
- Jewgenija Schigulenko (1920–1994), Bomberpilotin und Filmregisseurin
- Walentin Warennikow (1923–2009), General und Politiker
- Grigori Mkrtytschan (1925–2003), Eishockeytorwart, -trainer und -funktionär
- Sergei Salnikow (1925–1984), Fußballspieler
- Wiktorija Baginskaja (1926–2012),  Dichterin, Schriftstellerin, Volkskundlerin und Übersetzerin
- Wiktorija Tschajewa (1929–2006), Schauspielerin, Synchronsprecherin und -regisseurin
- Rusan Kjurktschjan (1930–2002), armenisch-sowjetische Bildhauerin
- Walentina Krawzowa (* 1931), Kartografin und Hochschullehrerin
- Witold Krejer (1932–2020), Leichtathlet und olympischer Bronzemedaillengewinner 1956 und 1960 im Dreisprung
- Eduard Krugljakow (1934–2012), Physiker und Hochschullehrer
- Alexander Isossimow (1939–1997), Boxer
- Jewgeni Ametistow (* 1940), Physiker und Hochschullehrer
- Georgi Dmitrijew (1942–2016), Komponist
- Wera Dujunowa (1945–2012), Volleyballspielerin
- Alexander Kafanow (1947–2007), Hydrobiologe
- Michail Bariban (1949–2016), Dreispringer

#### 1951–1975
- Karen Schachnasarow (* 1952), Filmregisseur, Produzent und Drehbuchautor
- Ljubow Russanowa (* 1954), Schwimmerin und olympische Silbermedaillengewinnerin 1976
- Jewgeni Lipejew (* 1958), Pentathlet
- Gennadi Padalka (* 1958), Kosmonaut
- Jekaterina Fessenko (* 1958), Hürdenläuferin
- Sergei Torop (* 1961), Gründer der „Kirche des Letzten Testaments“
- Pawel Sukosjan (* 1962), Handballspieler
- Andrei Lawrow (* 1962), Handballtorwart
- Igor Manko (* 1963), Chorleiter
- Juri Manuilow (* 1964), Radrennfahrer
- Walentina Ogijenko (* 1965), Volleyballspielerin und -trainerin
- Irina Muschailowa (* 1967), Leichtathletin
- Igor Oleinikov (* 1968), russisch-deutscher Maler
- Tatjana Schikolenko (* 1968), Speerwerferin
- Dmitri Filippow (* 1969), Handballtrainer und ehemaliger Handballspieler
- Alexei Solodownikow (* 1970), Entomologe
- Alexander Karasjow (* 1971), Autor
- Eduard Moskalenko (* 1971), Handballspieler
- Anna Netrebko (* 1971), russisch-österreichische Opernsängerin
- Pawel Tregubow (* 1971), Schachspieler
- Jewgeni Petschonkin (* 1973), Bobfahrer und Leichtathlet
- Sergey Tiviakov (* 1973), niederländischer Weltklasseschachspieler russischer Herkunft
- Oleg Chodkow (* 1974), Handballspieler und Sportdirektor
- Dmitri Chochlow (* 1975), Fußballspieler
- Irina Fedotowa (* 1975), Ruderin
- Irina Karawajewa (* 1975), Trampolinturnerin
- Eduard Kokscharow (* 1975), Handballspieler

#### 1976–2000
- Andreas Neufeld (* 1976), Violinist
- Alexander Tschernoiwanow (* 1979), Handballspieler
- Alexei Sawrasenko (* 1979), Basketballspieler
- Margarita Simonjan (* 1980), Fernsehjournalistin und Chefredakteurin der Nachrichtenagentur Rossija Sewodnja
- Lazaros Papadopoulos (* 1980), griechischer Basketballspieler
- Dmitri Trapesnikow (* 1981), Politiker
- Jekaterina Kibalo (* 1982), Schwimmerin[1]
- Nikita Chochlow (* 1983), russisch-kasachischer Fußballspieler
- Emine Dschaparowa (* 1983), ukrainisch-krimtatarische Journalistin und Politikerin
- Oleg Grams (* 1984), Handballtorwart
- Roman Iwanow (* 1984), Handballspieler
- Oleg Skopinzew (* 1984), Handballspieler
- Ina Schukawa (* 1986), Gymnastin
- Irina Blisnowa (* 1986), Handballspielerin
- Boris Sawtschenko (* 1986), Schachspieler
- Waleri Walynin (* 1986), Radrennfahrer
- Ilja Jeschow (* 1987), Eishockeyspieler
- Wladlena Bobrownikowa (* 1987), Handballspielerin
- Olga Panowa (* 1987), Tennisspielerin
- Tatjana Tschernowa (* 1988), Siebenkämpferin
- Daniil Andrijenko (* 1989), Ruderer
- Witali Djakow (* 1989), Fußballspieler
- Wassili Kondratenko (* 1989), Bobfahrer[2]
- Alexandra Panowa (* 1989), Tennisspielerin
- Olessja Romassenko (* 1990), Kanutin
- Anna Sen (* 1990), Handballspielerin
- Wjatscheslaw Krassilnikow (* 1991), Beachvolleyballspieler
- Xenija Djatschenko (* 1994), Handballspielerin
- Alexander Schkurinski (* 1995), Handballspieler
- Juri Schurawljow (* 1996), Fußballspieler
- Nadeschda Makrogusowa (* 1997), Beachvolleyballspielerin
- Kirill Klez (* 1998), Volleyballspieler
- Danil Pruzew (* 2000), Fußballspieler

### 21. Jahrhundert
- Dmitri Piwowarow (* 2000), Fußballspieler
- Eduard Sperzjan (* 2000), Fußballspieler
- Iwan Repjach (* 2001), Fußballspieler
- Jegor Teslenko (* 2001), Fußballspieler
- Jegor Pruzew (* 2002), Fußballspieler
- Bogdan Reichmen (* 2002), Fußballspieler
- Daniil Martowoi (* 2003), Fußballspieler
- Grigori Schilkin (* 2003), Fußballspieler
- Timofei Schipunow (* 2003), Fußballspieler
- Dmitri Kutschugura (* 2004), Fußballspieler

## Ehrenbürger von Krasnodar
- Ljudmila Bragina (* 1943), Mittel- und Langstreckenläuferin sowie Olympiasiegerin[3]
- Wiktor Gorbatko (1934–2017), Kosmonaut[3]
- Iossif Kobson (1937–2018), Sänger[3]
- Andrei Lawrow (* 1962), Handballtorwart[3]
- Gennadi Padalka (* 1958), Kosmonaut[3]
- Alexander Pokryschkin (1913–1985), Pilot, Marschall der Flieger und dreifacher Held der Sowjetunion[3]
- Jewgeni Trefilow (* 1955), Handballtrainer[3]

## In Krasnodar verstorbene Persönlichkeiten
- 1918: Lawr Kornilow (1870–1918), General der russischen Armee
- 1920: Konstantin Mamontow (1869–1920), Militär und berühmter Kommandeur weißer Truppen während des russischen Bürgerkrieges
- 1979: Pjotr Gawrilow (1900–1979), Kommandierender des 44. Schützenregiments der 42. Schützendivision der Roten Armee, das im Juni 1941 in der Brester Festung stationiert war
- 1997: Alexander Isossimow (1939–1997), Boxer
- 2003: Juri Torbek (1954–2003), Boxer
- 2004: Waleri Gassi (1948–2004), Handballspieler
- 2010: Georgi Garanjan (1934–2010), Jazz-Altsaxophonist, Bandleader und Komponist armenischer Herkunft
- 2011: Witali Zeschkowski (1944–2011), Schachspieler